# Mario Larenas
Mario Larenas Díaz (Santiago, Chile, 27 de julio de 1993) es un futbolista chileno. Juega de lateral izquierdo y su actual equipo es Deportes Antofagasta de la Primera B de Chile.

## Carrera
Larenas comenzó su carrera en las divisiones inferiores de Unión Española, donde fue seleccionado por el entrenador Pedro Reyes en la categoría sub-16 como puntero izquierdo. Tras ser eclipsado por su compañero Ramses Bustos a fines de 2011, Larenas pensó en el retiro, iniciando sus estudios universitarios como plan secundario. Sin embargo, tras una conversación con el entrenador Vladimir Bigorra en enero de 2012, quién dadas las condiciones de Larenas, le aconsejó cambiar de puesto al de lateral izquierdo, el futbolista finalmente se ganó la titularidad en la cantera hispana. Con los rojos logró titularse campeón del Torneo de Clausura sub-18 de 2011.
Para la temporada 2013 fue considerado por el entrenador José Luis Sierra para integrar el plantel del primer equipo de Unión Española. Larenas debutó en Primera División en calidad de titular, tras la ausencia de Nicolás Berardo, en el empate 2:2 frente a Ñublense, el 1 de marzo de 2013. En el Torneo de Transición llegó a disputar 4 partidos (355 min en total), titulándose campeón con los hispanos. Además en la misma temporada se tituló campeón de la Supercopa, pese a no disputar ningún minuto en dicho partido.
Larenas además jugó en la Segunda División Profesional y participó en la Copa Libertadores Sub-20 de 2012.

### Selección nacional
Larenas fue nominado por primera vez a la selección nacional sub-20 por el entrenador Fernando Carvallo, con quién fue titular. En enero de 2013 fue nominado en la misma categoría por el nuevo seleccionador, Mario Salas, para disputar Campeonato Sudamericano de Fútbol Sub-20 de 2013 en Argentina. Sin ser titular, disputó 4 partidos contra Argentina, Bolivia, Paraguay y Perú, demostrando un buen nivel de juego.
Tras clasificar a la Copa Mundial de Fútbol Sub-20 de 2013, disputada en Turquía, Salas vuelve a nominarlo junto a su compañero de equipo Óscar Hernández. En este certamen disputó cuatro partidos como titular.

## Estadísticas

### Clubes
| Club                         | Div.             | Temporada        | Liga  | Liga  | Copas nacionales | Copas nacionales | Torneos internacionales | Torneos internacionales | Total | Total |
| Club                         | Div.             | Temporada        | Part. | Goles | Part.            | Goles            | Part.                   | Goles                   | Part. | Goles |
| ---------------------------- | ---------------- | ---------------- | ----- | ----- | ---------------- | ---------------- | ----------------------- | ----------------------- | ----- | ----- |
| Unión Española II · Chile    | 3ª               | 2012             | 10    | 0     | —                | —                | —                       | —                       | 10    | 0     |
| Unión Española II · Chile    | 3ª               | 2013             | 1     | 0     | —                | —                | —                       | —                       | 1     | 0     |
| Unión Española II · Chile    | 3ª               | 2013-14          | 12    | 2     | —                | —                | —                       | —                       | 12    | 2     |
| Unión Española II · Chile    | Total club       | Total club       | 23    | 2     | 0                | 0                | 0                       | 0                       | 23    | 2     |
| Unión Española · Chile       | 1ª               | 2012             | —     | —     | 1                | 0                | —                       | —                       | 1     | 0     |
| Unión Española · Chile       | 1ª               | 2013             | 4     | 0     | 2                | 0                | —                       | —                       | 6     | 0     |
| Unión Española · Chile       | 1ª               | 2013-14          | 5     | 0     | —                | —                | —                       | —                       | 5     | 0     |
| Unión Española · Chile       | 1ª               | 2014-15          | 22    | 0     | 6                | 0                | 1                       | 0                       | 29    | 0     |
| Unión Española · Chile       | 1ª               | 2015-16          | 2     | 0     | 2                | 0                | —                       | —                       | 4     | 0     |
| Unión Española · Chile       | 1ª               | 2016-17          | 9     | 0     | —                | —                | 4                       | 0                       | 13    | 0     |
| Unión Española · Chile       | 1ª               | 2017             | 5     | 0     | 2                | 0                | —                       | —                       | 7     | 0     |
| Unión Española · Chile       | 1ª               | 2019             | 9     | 0     | —                | —                | 1                       | 0                       | 10    | 0     |
| Unión Española · Chile       | 1ª               | 2020             | 14    | 0     | —                | —                | —                       | —                       | 14    | 0     |
| Unión Española · Chile       | 1ª               | 2021             | 14    | 1     | 5                | 0                | 1                       | 0                       | 20    | 1     |
| Unión Española · Chile       | 1ª               | 2022             | 16    | 0     | 7                | 0                | 1                       | 0                       | 24    | 0     |
| Unión Española · Chile       | Total club       | Total club       | 100   | 1     | 25               | 0                | 8                       | 0                       | 133   | 1     |
| Cobreloa · Chile             | 2ª               | 2018             | 22    | 0     | 5                | 0                | —                       | —                       | 27    | 0     |
| Cobreloa · Chile             | Total club       | Total club       | 22    | 0     | 5                | 0                | 0                       | 0                       | 27    | 0     |
| Deportes Antofagasta · Chile | 2ª               | 2023             | 28    | 0     | 0                | 0                | —                       | —                       | 28    | 0     |
| Deportes Antofagasta · Chile | 2ª               | 2024             | 27    | 0     | 3                | 0                | —                       | —                       | 30    | 0     |
| Deportes Antofagasta · Chile | 2ª               | 2025             | 1     | 0     | 3                | 0                | —                       | —                       | 4     | 0     |
| Deportes Antofagasta · Chile | Total club       | Total club       | 56    | 0     | 6                | 0                | 0                       | 0                       | 62    | 0     |
| Total en carrera             | Total en carrera | Total en carrera | 201   | 3     | 36               | 0                | 8                       | 0                       | 245   | 3     |
| 1. 2.                        |                  |                  |       |       |                  |                  |                         |                         |       |       |

## Palmarés

### Campeonatos nacionales
| Título             | Equipo         | País  | Año    |
| ------------------ | -------------- | ----- | ------ |
| Primera División   | Unión Española | Chile | 2013-T |
| Supercopa de Chile | Unión Española | Chile | 2013   |